# 鄭芝虎
鄭芝虎（1606年—1635年），祖籍河南固始，后迁福建仙游枫亭，生于泉州南安。为鄭芝龍之長弟，鄭成功之大叔。聲若猛虎，故得名為「芝虎」。另以武勇，渾號蠎二，是明末海商兼海盜。

## 生平簡介
萬曆四十八年（1620年），芝虎年方十四，與兄芝龍，同為其父逐出家門，流浪至澳門，再至日本，與芝龍感情最篤；芝虎勇猛果敢，武藝過人，輔佐芝龍，在海上稱雄，屢建戰功。當時，江湖有「龍智虎勇」之譽。
崇禎元年（1628年），芝龍投降明朝，任廈門水師游擊。
崇禎八年（1635年），芝龍以明水師提督之職，攻打其海盜劉香，芝虎隨征，戰劉香於廣東海上，「口含鋼刀，手持藤盾牌，船尾繩盪躍」跳至劉香船上格鬥，「格盜殆盡」幾乎殺光劉香手下海盜。卻大意中伏，遭到漁網網住擲入海裡，溺斃。芝龍哀痛萬般，為之昏厥。劉香則為芝龍所敗，炸船自殺。事後，芝龍與潛水夫同潛，欲尋芝虎屍，不獲。
一說，劉香最後點燃船上的火藥與鄭芝虎同歸於盡。
芝虎生前未娶，並無子嗣。芝龍將其留在日本之子次郎，過繼與芝虎為子。
清初，廣東珠江口殉身之地虎門，有鄭芝虎廟，據說頗為靈驗。